# ماريا فرانثيسكا كلار مارجاريت
ماريا فرانسيسكا كلار مارغريت ( بالما دي مايوركا ، 1888 - مدريد ، 1952) كانت كاتبة إسبانية من جيل 27 ، ومفكرة ونسوية ومخرجة مسرحية، وقعت أعمالها بالأسماء المستعارة هالما أنجيليكو وآنا ريوس . 

## سيرة
ولدت في بالما دي مايوركا، ولكن نظرا لانخراط والدها في السلك العسكري، انتقلت العائلة سريعا إلى لوزون (الفلبين)، حيث مكثوا هناك حتى استقلال الفلبين عن التاج الإسباني. في مدريد، درست في مدرسة القلب المقدس، حيث تلقت تعليما كاثوليكيا، ثم درست الفنون الدرامية.
تزوجت في سن الحادية والعشرون وأنجبت طفلين وانفصلت عن زوجها ثم بدأت العمل في كتابة المقالات الصحفية.
يمكن اعتبار ماريا فرانسيسكا كاتبة بين جيل 98 بسبب تاريخ ميلادها، وجيل 27 بسبب موضوعتها.
بعد انقلاب فرانكو في عام 1936 والحرب الأهلية الأسبانية التي تلتها، تم سجن الكاتب، ثم إطلق سراحه في النهاية، وعاش في مدريد، وبقي معزولا فكريا وحيدا، دون العودة إلى الكتابة ومات في طي النسيان في 9 نوفمبر 1952.

## طريق
لقد أنقذت الدراسات والأبحاث التي أجريت على الكاتبات في القرنين XIX XX من قبل باحثين مثل بيلار نييفا دي لا باز  أو إيفانا روتا  حياة وعمل ماريا فرانسيسكا كلار مارغريت والعديد من النساء الأخريات من النسيان، وكشفت عن العلاقات الاجتماعية والثقافية والمهنية والدفاع عن حقوق المرأة المكثفة التي كانت قائمة بينهن قبل وأثناء الجمهورية الثانية والتي أنهتها ديكتاتورية فرانكو بالسجن أو المنفى أو الصمت.
عاشت ماريا فرانشيسكا كلار مارغريت في مدريد، المدينة الأكثر نسوية وفنية في عشرينيات وثلاثينيات القرن الماضي. بدأت مسيرتها في المسرح، ثم عملت ككاتبة عمود، وأدى التزامها بالجمعيات النسائية والسياسية والثقافية إلى مشاركتها في أنشطة نادي ليسيوم مدريد النسائي، وهو مؤسسة ثقافية نسائية، حيث تولت مسؤولية قسم الأدب، حيث تواصلت مع كارمن باروخا ، وزينوبريا كامبروبي ، وماريا دي مايزتو ، وماريا ليجاراغا ، وإيزابيل دي أويارزابال ، وماريا تيريزا ليون ، من بين أخريات. وفي عام ١٩٣٥، أصبحت آخر رئيسة له.
ورغم أن خلفيتها ومعتقداتها الكاثوليكية كانت تقدمية، إلا أنها لم تمنعها من التعاون مع المنظمات اليسارية؛ إذ كانت مهتمة بالدفاع عن حقوق المرأه أكثر من اهتماماتها السياسية أو الأيديولوجية.
شاركت بفاعلية في المؤسسات والجمعيات مثل:
رئيسة نادي " لاسيوم النسائى"
نائبة رئيس الجمعية الوطنية للنساء الإسبانيات ANME عام 1935 وهي جمعية ذات أسس كاثوليكية، إلا أن برنامجها كان متقدما جدا في مجال الدفاع عن حقوق المرأة كأم وزوجة وعاملة، وكانت تؤكد بشكل خاص على الاعتراف بالمساواة القانونية و الاقتصادية بين الزوجين.
اتحاد نساء إسبانيا UME وهى منظمة يسارية وقريبة من الحزب الاشتراكي الإسباني PSOE.
"الكونفدرالية الوطنية للشغل "CNT حيث كان مندمجة فيها النقابة التي تضم العاملين في المسرح.
مؤسسة إسبانيا النسائية.
أنشأت" البيت الجنوب أمريكي" للمهاجرين.
تهتم ماريا فرانسيسكا كلار مارغاريت، في أعمالها المسرحية والسردية والصحفية، بالعديد من المواضيع، مثل حقوق المرأة، والأمومة، وحماية الأمهات العازبات، وإصلاح القانون المدني، الذي من شأنه تعديل الأنظمة غير المؤاتية للمرأة، وتتناولها بشكل متكرر.
عملت ماريا فرانسيسكا كلار مارغريت في كافة المجالات، بما في ذلك الإخراج المسرحي والإنتاج.
- في عام ١٩٢٩، وتحت اسم هالما أنجيليكو المستعار، قامت بمراجعة مسرحية "بيرتا" وأعادت تسميتها بـ "عروس فيدرا" . عُرضت لأول مرة في المسرح الإسباني بمدريد في ٢٥ أغسطس ١٩٣٨. [4]
- في عام 1932، عرض لأول مرة مسرحية Entre la cruz y el día في مسرح مونوز سيكا في مدريد، وحققت نجاحًا جماهيريًا كبيرًا حتى أنها أكسبته إشادة النقاد. [5]
- في مايو 1936، قدمت جوقة النساء التابعة لإنريكي باياري عرضها الأول في نادي الليسيوم. [6]
- في عام 1938، عُرضت مسرحية Ak and Humanity لأول مرة في مسرح إسبانيول. [7] [8]
- لم يتم عرض مسرحيتي "مسارات الحياة" و "بيرتا" أبدًا.

- الثقافة النسوية المتكاملة “مجلة الوحدة الاجتماعية لعمل مشترك للثقافة النسوية المتكاملة” ( 1933-1936 ) . "سوف نعتني بأنفسنا". مجلة نسوية تمثل من يمين الوسط إلى اليسار الجمهوري. [9] ضم فريق التحرير كلارا كامبوامور ، ورئيسة التحرير ماريا بريسو وسكرتيرة التحرير جاكوبا ريكلوسا . وتتكون بقية اللجنة من ماريا ليخاراجا ، يولاليا فيسنتي ، كونسويلو بيرجيس ، إليسا سوريانو ، أورورا كاسيريس (إيفانجلينا)، ماريا ديل فالي مانتيلا دي لوس ريوس ، هالما أنجيليكو وإيزابيل أويارزابال . [10]
- ايه بي سي
- الأسود والأبيض
- هيرالد مدريد
- نحيف
- كانت "موندو فيمينينو" أداة التعبير عن الرابطة الوطنية للمرأة الإسبانية (ANME)، وكانت مديرتها بينيتا أساس (1921-1932) وكان لها كتاب ومحررون مثل هالما أنجيليكو، ولولا بلازا، ونيفيس بي، وماريا ماتيو، وكونسويلو إتشيفاريا أو ماتيلدا هويسي . [11]

## أعمال
ماريا فرانسيسكا كلارا مارغريت، بالإضافة إلى عملها الصحفي المكثف، كرست نفسها للمسرح والسرد، وكانت توقع أعمالها بأسماء مستعارة مثل هالما أنجيليكو و آنا ريوس. من الأحداث الحديثة أواخر القرن العشرين الدراسة والبحث والتطوير في أطروحات الدكتوراه مثل نساء المسرح الإسباني بين عامي 1918و 1936: هالمره أنجيليكو والبحث عن الإنسانية بواسطة تيجان ليميتش.

### هالما أنجيليكو
- بين الصليب والشيطان (1932)

- على حافة المدينة (1934)

- "آك والإنسانية" (1938)، مستوحى من القصة الروسية للكاتب جيفيم سوسوليا.

- الحفلة الكبرى التي لم يتم اجراؤها.

#### قصص
- تتكون رواية المعبد المدنس ( 1930)، [12] من ثلاث قصص:
  - الجينات، [13]

- الهارب (1932). [14]

#### رواية
- الصوفي: دراسة في الأرواح (1929). [15]

- القديسون الذين أخطأوا (علم نفس خطيئة الحب عند النساء) من عام 193

#### غير منشور
- مدريد التي تبكي أحيانًا أيضًا (عمل غير منشور)
- هاجر ، قصيدة نثرية.
- إيبور العظيم

### آنا ريوس
- طرق الحياة (1920)